# Харківська загальноосвітня школа (Чернігівська область)
Харківська́ ЗОШ І-ІІІ ступенів — навчальний заклад с. Харкове Талалаївського району Чернігівської області

## Історія закладу
Спочатку в Харкові була початкова школа, середню освіту діти здобували в Локнянській середній школі Роменського району.
Харківська середня школа була відкрита 1 вересня 1985. Допомагали у будівництві школи трест «Чернігівсільбуд», Прилуцька будівельна організація ПМК-87, радгосп ХХІІІ з’їзду КПРС. Її першим директором став Стронський Микола Павлович.
115 учнів з Харкового, Лавіркового, Новоселівки, Степового почали навчальний рік. 
У 1995 за сприяння місцевого господарства (керівник Фесак В.П.) та виконкому сільської ради (сільський голова Скиба О.М.) школу було підключено до сільської газової котельні.
У 2001 було збудовано шкільну газову котельню, проведено ремонт спортзалу.
У 2004 за кошти Фонду соціальних інвестицій, кошти громади та сприяння депутата обласної ради, директора АФ «Обрій», Заслуженого працівника сільського господарства Фесака Василя Петровича було зроблено капітальний ремонт школи, в 2007 побудовано теплий туалет.